# Jan Kmita (profesor)
Jan Kmita (ur. 18 lutego 1922 w Bobrowcu, zm. 10 grudnia 2015) – polski inżynier, nauczyciel akademicki, rektor Politechniki Wrocławskiej, profesor nauk technicznych o specjalności budowa mostów.

## Życiorys
Syn Marii z domu Rosińskiej i Józefa. Od 1935 roku uczęszczał do Państwowego Gimnazjum i Liceum im. Bolesława Prusa w Skierniewicach. W 1939 roku uzyskał małą maturę. W czasie wojny został wywieziony na przymusowe roboty do Pionek i Wolanowa. Był żołnierzem Armii Krajowej. Uczestniczył w tajnym nauczaniu. W 1945 roku zdał maturę liceum humanistycznego i rozpoczął studia na Wydziale Prawa Uniwersytetu Łódzkiego, a następnie kontynuował studia na Wydziale Inżynierii Lądowej Politechniki Wrocławskiej, gdzie w 1950 roku uzyskał tytuł mgr inż. budownictwa.
Pracę naukowo-dydaktyczną rozpoczął w 1955 roku, jako starszy asystent w Katedrze Budowy Mostów Politechniki Wrocławskiej, uzyskując kolejno: tytuł adiunkta (1958), stopień doktora nauk technicznych (1960), a następnie stopień naukowy docenta na Politechnice Warszawskiej (1962). Tytuł profesora nauk technicznych otrzymał w 1969 a tytuł profesora zwyczajnego w 1977 roku.
Na Politechnice Wrocławskiej pełnił funkcje: prodziekana do spraw dydaktyki (1963–1964), prodziekana do spraw nauki (1965–1968) i dziekana Wydziału Budownictwa Lądowego (1968–1971). Od 1964 do 1992 roku był kierownikiem Zakładu Mostów na Politechnice Wrocławskiej. W latach 1971–1981 był dyrektorem Instytutu Inżynierii Lądowej, a od 1984 do 1990 roku pełnił funkcję rektora Politechniki Wrocławskiej. W latach 1989–1990 był przewodniczącym autonomicznej Konferencji Rektorów Wyższych Szkół Technicznych w Polsce.
Był członkiem Centralnej Komisji do Spraw Stopni i Tytułów (Sekcja VI – Nauk Technicznych) oraz Polskiej Akademii Nauk (Wydział IV – Nauk Technicznych; Komitet Inżynierii Lądowej i Wodnej). Ponadto był członkiem Komitetu Nagród Państwowych oraz Komitetu Inżynierii Lądowej i Wodnej PAN; jest: Wrocławskiego Towarzystwa Naukowego, Polskiego Związku Inżynierów i Techników Budownictwa, Polskiego Towarzystwa Mechaniki Teoretycznej i Stosowanej, Związku Mostowców Rzeczypospolitej Polskiej.
Jan Kmita jest m.in. projektantem mostów z betonu sprężonego: przez Nysę Kłodzką w Kłodzku (1958) oraz mostu Pokoju we Wrocławiu (1959). W latach 1992–1996 brał udział w nadzorze naukowym podczas budowy mostu z betonu sprężonego przez Wisłę koło Torunia.
Podstawowe zagadnienia naukowe Jana Kmity to: teoria i technologia betonowych konstrukcji sprężonych, statyka modelowa płyt ukośnych i rozdziału obciążeń w przęsłach wielodźwigarowych oraz racjonalne kształtowanie dźwigarów głównych w mostach drogowych i kolejowych.
Opublikował m.in. 170 prac naukowych i trzy podręczniki, będące źródłem ważnych informacji dla polskich projektantów mostów. Rezultatem jego badań było sześć patentów.
Profesor Kmita wypromował jedenastu doktorów, wśród nich są m.in. prof. Jan Biliszczuk, prof. Czesław Machelski i prof. Jan Bień, kierownik Katedry Mostów i Kolei Politechniki Wrocławskiej. Był recenzentem prac doktorskich i habilitacyjnych.
Zmarł 10 grudnia 2015 roku w wieku 93 lat i został pochowany 16 grudnia na cmentarzu św. Wawrzyńca przy ul. Bujwida we Wrocławiu.

## Książki i publikacje
- Mosty betonowe, cz. I. Podstawy wymiarowania
- Mosty betonowe, cz. II. Podstawy kształtowania
- Komputerowe wspomaganie projektowania mostów, współautor[1]

## Odznaczenia
- 2009: Medal im. prof. Romana Ciesielskiego[9]
- 2001: Medal im. prof. Stefana Kaufmana[10]
- 1998: Medal ZMRP za wybitne osiągnięcia w mostownictwie[1]

## Tytuły doktorahonoris causa
- 1993: Politechniki Poznańskiej
- 2000: Politechniki Krakowskiej
- 2000: Politechniki Wrocławskiej
- 2002: Papieskiego Wydziału Teologicznego we Wrocławiu[11]